# Det spøger!
Det spøger! er en amerikansk stumfilm fra 1920 af Hal Roach og Alfred J. Goulding.

## Medvirkende
- Harold Lloyd
- Mildred Davis som Mildred Hillary
- Wallace Howe
- Sammy Brooks
- Gaylord Lloyd
- Sam Lufkin
- Ernest Morrison
- Dee Lampton
- Charles Stevenson
- Blue Washington
- Noah Young